# Rohrnetzberechnung
Rohrnetzberechnungen dienen zur Ermittlung der hydraulischen Leistungsfähigkeit bestehender oder geplanter Rohrnetze. Maßgebend sind die Mindest- und Maximaldrücke an jeder Entnahmestelle für den normalen Betriebsfall.
Bei Wasserversorgungsnetzen in eng besiedelten Gebieten gilt der Löschwasserbedarf als maßgebender Lastfall, da in diesem Fall die Wasserentnahme am Hydranten erfolgt.
Die Auslegung von Gasversorgungsnetzen erfolgt unter der Berücksichtigung der Münchner Lastprofile für die Winterspitze.